# 海軍少校
海軍少校（英語：Lieutenant commander，縮寫為Lt Cdr），在許多國家海軍中都存在的軍官位階，最早起源於英國皇家海軍。這個位階高於海軍上尉，但是低於海軍中校（Commander）。通常相當於陸軍與空軍的少校（Major或Squadron Leader）。
在NATO中，是第三級軍官（NATO OF-3）。
日本海上自衛隊的少校階級則稱為「3等海佐」（日语：／ Santō kaisa），英譯則與英美海軍相同。

## 起源
在英國皇家海軍中，少校這個職位在1775年之後出現，負責指揮較小型船艦，擔任船長，最早稱為「lieutenant in command」「lieutenant and commander」，或資深上尉（senior lieutenant）。在美國海軍則稱為「lieutenant commanding」或「lieutenant commandant」。
1862年，美國海軍採用「Lieutenant Commander」作為少校軍銜，但英國皇家海軍仍然稱為「senior lieutenant」，一直到1914年，同樣改為少校（Lieutenant Commander）。